# Piano urbanistico comunale
Il piano urbanistico comunale (PUC) è uno strumento di gestione del territorio comunale italiano utilizzato in varie regioni dell'Italia, composto da elaborati cartografici e tecnici oltre che da normative (legislazione urbanistica) che regolano la gestione delle attività di trasformazione urbana e territoriale del comune di pertinenza. Inoltre il PUC dopo approvazione e pubblicazione si configura in un atto amministrativo urbanistico. 

## Caratteristiche
Il PUC nasce dalla necessità di aggiornare ed integrare il vecchio piano regolatore generale, aggiornato e ridefinito nel nuovo strumento dalle legislazioni regionali, in quanto in alcuni comuni d'Italia non rispecchia più le precedenti esigenze di coordinamento del territorio.
Il PUC è redatto da tecnici specializzati in pianificazione urbanistica (urbanisti e pianificatori e/o architetti e ingegneri specializzati e laureati in scienze ambientali) con l'aiuto di geologi e di avvocati. La competenza nella scelta di tali professionisti spetta ai comuni in base alle linee guida date dalla normativa nazionale e regionale.
Il PUC può essere approvato pubblicato e adottato solo dopo il parere della Regione di competenza. A garanzia dei cittadini, il PUC non potrà mai essere modificato in modo autonomo dal Comune se prima non vi è il parere della Regione in merito alla rettifica a garanzia dei benefici per la collettività.

## Osservazioni al PUC
Ogni cittadino o tecnico del comune di appartenenza può presentare al protocollo oppure agli sportelli come il SUAP una propria osservazione su norme del PUC in cui ha la possibilità di fare specifiche richieste o chiedere modifiche su tale normativa che secondo lui lede i suoi diritti. Il comune, motivandolo al consiglio comunale può accettare le richieste o respingerle; esso non è vincolato a soddisfarle.
Le osservazioni al PUC si possono inoltrare prima dell'approvazione di tale strumento urbanistico.

## Il periodo di salvaguardia
È quel lasso di tempo in cui il PUC viene rivisto, modificato e approvato dal comune (dopo parere della Regione, tale parere è vincolante). Durante  questo "periodo di salvaguardia" il PUC diventa esecutivo, ma non al 100% in quanto rimane esecutivo anche il PRG. Quindi si potrebbe avere la possibilità di scontrarsi con due normative sullo stesso argomento ma con differente contenuto. In questo caso il comune ed il tecnico devono applicare la normativa più restrittiva tra le due; da qui il termine "salvaguardia".
Se per esempio il PUC permette edifici alti 7,50 m dalla quota di riferimento, mentre il PRG li permette alti 19,50 m, va applicato il PUC perché è decisamente la normativa meno permissiva.

## Allegati
Ogni cittadino o tecnico può ritirare presso l'URP o presso il SUAP del comune una copia del PUC con tutti gli elaborati principali (cartografie e norme), elencati di seguito.
- Cartografie (in scala 1:5000)
  - Cartografia con struttura del piano sia su catastale che su CTR. Rappresenta il territorio comunale con le varie zone urbanistiche evidenziate con diversi colori e campiture.
  - Cartografia degli asservimenti su catastale. Vengono colorati generalmente in rosso i mappali asserviti. Viene aggiornata continuamente dal comune.
  - Cartografia dei vincoli. Vengono evidenziate le zone soggette a vincolo ambientale, idrologico ecc.
  - Cartografia degli impianti comunali. Vengono evidenziate le condutture delle fogne e delle acque bianche.
  - Cartografia degli incendi. Vengono evidenziate le zone precedentemente andate a fuoco con la data dell'incendio, in quanto vige il vincolo di inedificabilità per i prossimi 10 anni (varia a seconda del comune).

- Norme 
  - Norme urbanistiche generali. Norme che comprendono il significato delle terminologie e contengono anche i parametri da rispettare per le nuove costruzioni.
  - Norme urbanistiche di settore. Norme riguardanti le attività turistico-ricettivo.
  - Norme paesistiche. Norme riguardanti l'aspetto architettonico degli edifici.
  - Norme di conformità e congruenza. Norme che descrivono le varie zone urbanistiche e che specificano i parametri da utilizzare in quella specifica zona, come per esempio l'indice di edificabilità.

Ogni comune può riservarsi la possibilità di integrare più o meno tavole descritte in questa voce. Infatti ogni comune è autonomo in questa materia.

## Qualificazione
I piani urbanistici sono qualificati come atti amministrativi generali che non costituiscono una fonte del diritto ed esulano dal perimetro di applicabilità della legge n. 241/1990. 
Con le fonti secondarie del diritto condividono i criteri sostanziali della generalità e della capacità innovativa, mentre difettano di quello dell'astrattezza. Con gli atti amministrativi condividono i principi di legalità e proporzionalità, ma non quello di tipicità dell'atto. In particolare, assumono efficacia erga omnes che di norma è facoltà esclusiva di una autorità politica. Pertanto, rappresentano una contraddizione del dogma costituzionale della tripartizione dei poteri (legislativo, esecutivo, giudiziario).
Il loro iter di approvazione può concludersi con una determina dirigenziale anziché con una delibera di adozione da parte del Consiglio Comunale.